# Zabawy z bronią
Zabawy z bronią (ang. Bowling for Columbine) – amerykański film dokumentalny z 2002 roku w reżyserii Michaela Moore’a.
Wielokrotnie nagradzany, zdobył m.in. Oscara dla najlepszego filmu dokumentalnego oraz Cezara dla najlepszego filmu zagranicznego.
Film zajmuje się problemem rozpowszechnienia w amerykańskim społeczeństwie posiadania broni palnej, mającym mieć związek z falą zabójstw z jej użyciem. Punktem wyjścia dla filmu Moore’a była masakra w Columbine High School, która miała miejsce 20 kwietnia 1999 r. w miasteczku Littleton w stanie Kolorado. Od kul dwóch nastolatków zginęło w niej dwunastu uczniów i nauczyciel.
Moore próbuje dociec przyczyn tak wielu zabójstw z użyciem broni palnej w USA. W swoim filmie stara się udowodnić, że przyczyną jest dostępność broni palnej oraz zakorzenione i utrzymywane przez media poczucie strachu i zagrożenia.
W filmie Michael Moore przeprowadza wywiady z wieloma osobami, między innymi z Mattem Stone'em, współtwórcą serialu animowanego Miasteczko South Park, Charltonem Hestonem – znanym aktorem (i przewodniczącym National Rifle Association) oraz muzykiem Marilynem Mansonem.